# Polygordius eschaturus
Polygordius eschaturus är en ringmaskart som beskrevs av Ernst Marcus 1948. Polygordius eschaturus ingår i släktet Polygordius och familjen Polygordiidae. Utöver nominatformen finns också underarten P. e. brevipapillosus.